# Pius XI
Pius XI, född Ambrogio Damiano Achille Ratti 31 maj 1857 i Desio i närheten av Milano, Kungariket Lombardiet-Venetien, död 10 februari 1939 i Rom, var påve från den 6 februari 1922.

## Biografi
Damiano Achille Ratti var son till silkeshandlaren Francesco Ratti och hans hustru Teresa Galli. Han studerade i Milano och vid Gregoriana i Rom, prästvigdes den 20 december 1879 i Milano, och undervisade därefter vid prästseminariet i Milano. 1888 invaldes han i doktorskollegiet vid Ambrosiusianska biblioteket, och blev känd för sina kunskaper i paleografi. Pius X utnämnde honom till bibliotekarie vid Vatikanstatens bibliotek, där han så småningom blev viceprefekt.
Den 3 juli 1919 blev Ratti utnämnd till titulärärkebiskop av Naupactus, samt sändes som apostolisk nuntie till Polen; han biskopsvigdes i oktober samma år av Aleksander Kakowski. Hans uppdrag i Polen var att bygga upp Heliga stolens relationer med den nya regeringen i Polen, och fick under missionen även kontakter med bolsjevikerna i Ryssland. Han återvände till Italien 1921, då han den 13 juni utsågs till ärkebiskop av Milano. Samtidigt utsåg påve Benedictus XV honom till kardinalpräst av Santi Silvestro e Martino ai Monti.
Den 6 februari 1922 valdes kardinal Ratti till påve, och han antog påvenamnet Pius XI. Med sin bakgrund inom diplomatin, kännetecknades hans pontifikat av politik och diplomati; samtidigt som han var påve tog Adolf Hitler makten i Tyskland och Mussolini i Italien, vilket likaså präglade hans tid som påve. Under Pius XI:s pontifikat ingicks Lateranfördraget 1929 med den italienska staten, men Pius var öppet motståndare till fascismen, och förklarade i Non abbiamo bisogno (1931) att det var omöjligt att vara både fascist och katolik. 1937 tog han samma ställning mot nazismen, i Mit brennender Sorge (se även Kulturkampf), i Divini Redemptoris mot kommunismen i Sovjetunionen, Mexiko och Spanien, samt i Humani Generis Unitas där han fördömer all form av rasism och antisemitism. Trots sitt ideologiska motstånd mot dessa stater, lyckades han framförhandla Reichskonkordat med Hitler.
Pius skrev 1931 den socialpolitiska encyklikan Quadragesimo anno som blivit det verk som blivit oftast anfört, tillkommen under den stora ekonomiska depressionen, där han definierar subsidiaritetsprincipen som är central för kristdemokratin. Han grundade Vatikanradion och Påvliga vetenskapsakademin.
I encyklikan Mortalium Animos från 1928 avhandlar Pius XI ekumeniken. Påven menar, att Romersk-katolska kyrkan är den enda sanna kyrkan, och att hennes lärosatser är objektivt sanna. Sann kristen enhet kan endast uppnås genom att alla icke-katoliker återvänder till Katolska kyrkan.
Pius XI har fått sitt sista vilorum i de Vatikanska grottorna under Peterskyrkan. Hans gravmonument i Peterskyrkan är utfört av Pietro Canonica.

### Webbkällor
- Catholic-Hierarchy
- Biografi vid Catholic Forum